# 朱常瀛
朱 常瀛（しゅ じょうえい、1597年4月25日（万暦25年3月10日） - 1645年12月21日（隆武元年11月5日））は、中国明の皇族。初代の桂王である。万暦帝の七男で、母は李敬妃である。

## 生涯
李敬妃は朱常瀛を産んだ同月に亡くなった。万暦47年（1619年）8月、呂氏と結婚したが、呂氏は同月に急死した。
天啓7年（1627年）、湖南衡陽の領地に移り住んだ。官員の黄用と高道素は公金である建築資金を着服して、明らかに強度の不足している材料を桂王府の工事に使用した。翌崇禎元年（1628年）9月、一部の桁が崩壊したが、2人の官員は400両の小金を銭轡として朱常瀛に与えてごまかした。崇禎2年（1629年）3月3日未明、桂王府の屋根が突然崩れ落ち、6人の側室と侍女が圧死した。朱常瀛だけでなく崇禎帝も激怒し、黄用と高道素は処刑された。崇禎9年（1636年）、新しい桂王府が落成した。
崇禎16年（1643年）、朱常瀛は張献忠の勢力を避けて広西に逃亡したが、隆武元年（1646年）11月に広西梧州で49歳で病死した。三男の朱由𣜬が王位を継いだ。
四男は南明最後の皇帝・永暦帝となったが、その際に朱常瀛は帝位を追贈された。廟号は礼宗、諡は体天昌道荘毅温弘興文宣武仁智誠孝端皇帝とされ、陵は興陵と名付けられた。

## 宗室

### 妻妾
- 正室：呂氏 - 永暦帝から孝欽端皇后と追号された。
- 継室：王氏・ヘレナ - 永暦帝から皇太后を尊封された。
- 側室：范氏 - 貴人（妾妻）。世子の朱由𣜬の母。
- 側室：馬氏・マリア - 四男朱由榔（のちの永暦帝）の母。永暦帝から皇太后を尊封された。
- 側室：孫氏 - 選侍。

### 男子
- 長男：夭折。
- 次男：夭折。世子を追贈された。
- 三男：朱由𣜬 - 次代の桂王。
- 四男：朱由榔 - のちの永暦帝。
- 五男：朱由榐 - 乱で戦没した。
- 六男：朱由栄 - 乱で戦没した。
- 七男：乱で戦没した。

### 女子
- 安化長公主
- 朱氏 （1626年 - 1627年）
- 広徳長公主